# Центробежный насос

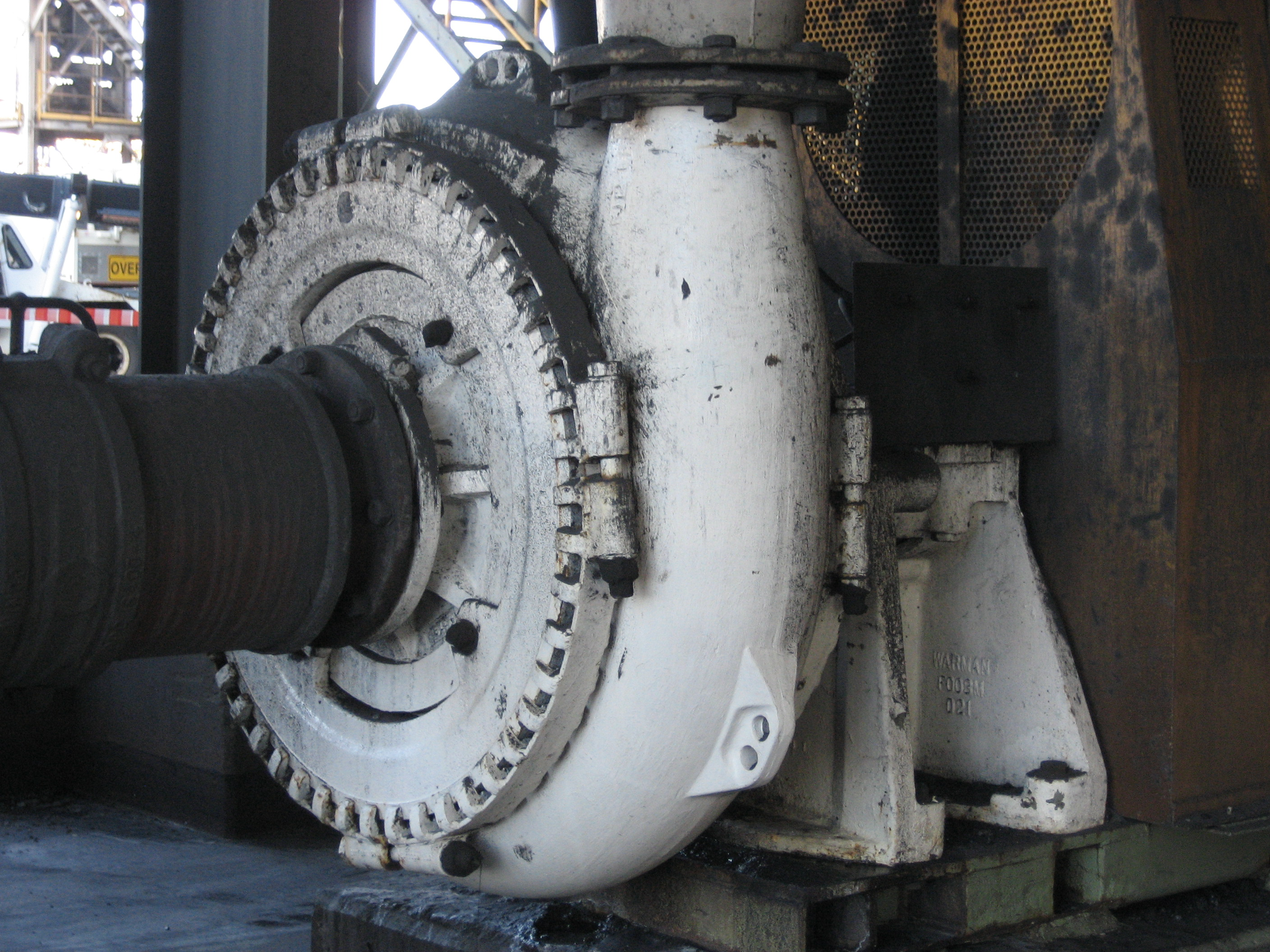
Центробежный насос горизонтальный (консольный насос)

Центробе́жный насо́с — один из двух типов динамических лопастных насосов, перемещение рабочего тела в котором происходит непрерывным потоком за счёт взаимодействия этого потока с подвижными вращающимися лопастями ротора и неподвижными лопастями корпуса. При этом переносное движение рабочего тела происходит за счёт центробежной силы и протекает в радиальном направлении, то есть перпендикулярно  оси вращения ротора.

Одинаково применимы как для жидкостей, так и для газов, при этом насосы для перекачивания газов обычно называют центробежными компрессорами или центробежными вентиляторами.

## Принцип действия центробежных насосов

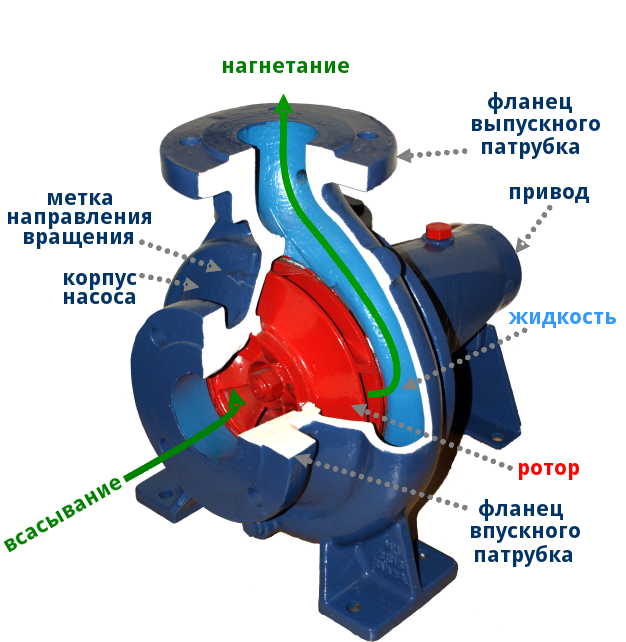
Центробежный насос в разрезе

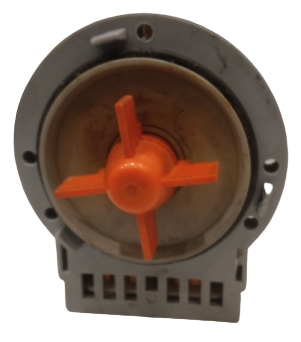
Сливной насос стиральной машины-автомата (рабочее колесо)

Внутри корпуса насоса, который имеет, как правило, улиткообразную спиральную форму, на валу жестко закреплено рабочее колесо. На обоих концах вала располагаются подшипники, в зависимости от типа насоса они могут быть разных типов. Подшипники с помощью специальных фиксаторов крепятся к корпусу насоса и обеспечивают вращение колеса. Рядом с одним из подшипников располагается полумуфта, которая обеспечивает передачу вращательного движения от двигателя, будь то электрического, бензинового, дизельного, либо же паровой турбины. Полумуфта на валу и полумуфта на валу электродвигателя соединяются с помощью специальных болтов, которые в простонародье называют "пальцами". Обе полумуфты одинаковых диаметров и вытачиваются токарем за один подход насаженными на один вал. Делается это для достижения идеальной центровки между приводом и насосом, в противном случае будут присутствовать биение и быстрый износ подшипников и рабочего колеса.
Колесо может быть открытого типа (диск, на котором установлены лопасти) и закрытого типа — лопасти размещены между передним и задним дисками. Лопасти обычно изогнуты от радиального направления в сторону, противоположную направлению вращения рабочего колеса в форме логарифмической спирали. С помощью патрубков корпус насоса соединяется с всасывающим и напорным трубопроводами.
Если корпус насоса полностью наполнен жидкостью, то при придании вращения рабочему колесу (например, при помощи электродвигателя) жидкость, которая находится в каналах рабочего колеса (между его лопастями), под действием центробежной силы будет отбрасываться от центра колеса к периферии. Это приведёт к тому, что в центральной части колеса создастся разрежение, а на периферии повысится давление. При повышении давления жидкость из насоса поступает в напорный трубопровод. Вследствие этого на выходе всасывающего патрубка насоса образуется разрежение, под действием которого жидкость поступает в насос из всасывающего трубопровода. Таким образом, происходит непрерывная подача жидкости центробежным насосом из всасывающего в напорный трубопровод.
Центробежные насосы изготавливаются не только одноступенчатыми (с одним рабочим колесом), но и многоступенчатыми (с несколькими рабочими колесами) — так называемые «секционные центробежные насосы». В секционных насосах достигается увеличение общего перепада давления, приблизительно пропорционального количеству секций насоса. При этом принцип их действия в любых конструкциях остается таким же — жидкость перемещается под действием центробежной силы, порождаемой вращающимся рабочим колесом. Такие секционные центробежные насосы позволяют получить на выходе давление 26 МПа и более, и часто используются на тепловых и атомных электростанциях для повышения давления питательной воды. 
КПД насоса зависит от коэффициента быстроходности ns, режима работы, конструктивного исполнения. При оптимальном режиме работы КПД крупных насосов может достигать 0,92, а малых — около 0,6—0,75.